# Claartje Keur
Claartje Keur (Apeldoorn, 6 februari 1938 - aldaar, 19 maart 2021) was een Nederlands beeldend kunstenaar die actief was als fotograaf en verzamelaar van sieraden. Zij woonde en werkte in Apeldoorn.

## Biografie
Keur werd opgeleid aan de HTS te Dordrecht, waar haar interesse voor fotografie werd gewekt. Zij werkte voornamelijk in zwart-wit. Door middel van fotografie legde Keur de ontwikkeling in de tijd vast en volgde zij haar onderwerp (mensen, gebouwen of de stad) soms jarenlang.
Vanaf de jaren 80 verzamelde Keur moderne sieraden, vooral colliers. Haar eerste bewuste aankoop in dit verband betrof een broche van Sita Falkena in Galerie Ra te Amsterdam in 1983. Keur maakte steeds foto's van de sieraadontwerper van wie zij werk aanschafte, vaak van de kunstenaar aan het werk in diens atelier. Daarnaast maakte ze ook steeds zelfportretten waarop zij het aangeschafte sieraad draagt om de relatie tussen sieraad en drager te onderstrepen.
In 1998 werd de verzameling halssieraden van Keur voor het eerst museaal gepresenteerd in het Museum voor Moderne Kunst, in combinatie met portretten van Keurs hand van de makers. Zo fotografeerde Keur op 1 maart 1996 Marcel Wanders aan een tafel met daarop theeservies én de Knotted chair in voorbereiding. In 2014 volgde een vergelijkbare tentoonstelling in CODA te Apeldoorn met 70 fotoportretten en 70 colliers.
De verzameling sieraden van Keur bestaat uit werk van onder meer Gijs Assmann, Gijs Bakker, Peggy Bannenberg, Dinie Besems, Rob Birza, Onno Boekhoudt, Mecky van den Brink, Paul Derrez, Nicolas Dings, Jacomijn van der Donk, Iris Eichenberg, Jantje Fleischhut, Helen Frik, Marijke de Goey, Willemijn de Greef, Gésine Hackenberg, Petra Hartman, Maria Hees, Marion Herbst, Herman Hermsen, Rian de Jong, Beppe Kessler, Danielle Koninkx, Emmy van Leersum, Felieke van der Leest, Nel Linssen, Lous Martin, Chequita Nahar, Riet Neerincx, Evert Nijland, Ted Noten, Ruudt Peters, Annelies Planteydt, Katja Prins, Maria Roosen, Philip Sajet, Lucy Sarneel, Rob Scholte, Robert Smit, Chris Steenbergen, Thea Tolsma, Terhi Tolvanen, Truike Verdegaal, Carel Visser, Marcel Wanders en Lam de Wolf.

## Tentoonstellingen (selectie)
- 1998 - 'k Zou zo graag een ketting rijgen, Claartje Keur's collectie colliers & haar fotoportretten van de makers, Museum voor Moderne Kunst Arnhem
- 2014 - Kettingreacties, sieraden en fotografie van Claartje Keur, CODA, Apeldoorn[4]